# Fundacja Ochrony Twórczości Audiowizualnej
Fundacja Ochrony Twórczości Audiowizualnej (FOTA) – utworzona w lipcu 1994 r. organizacja zajmująca się ochroną praw twórców filmowych w Polsce. Zakończyła działalność w 2014 r. Siedziba organizacji FOTA mieściła się w Warszawie, a dyrektorem Generalnym był Mariusz Kaczmarek.
Głównym celem organizacji było przeciwdziałanie zjawisku tzw. „piractwa audiowizualnego” i działanie w interesie podmiotów będących właścicielami praw autorskich do wydawnictw audiowizualnych (głównie filmów).
Działania:
- kampanie informacyjne mające promować znajomość i przestrzeganie praw autorskich
- seminaria i szkolenia dot. praw autorskich rynku audiowizualnego (m.in. dla organów ścigania i wymiaru sprawiedliwości)
- gromadzenie danych dotyczących rynku audiowizualnego i praw do utworów audiowizualnych
- współpracę z organami ścigania i świadczenie pomocy w zakresie prowadzonych przez nie postępowań w sprawach naruszeń praw autorskich i pokrewnych oraz
- inicjowanie postępowań w sprawie ścigania naruszeń praw autorskich

W 2009 organizacja, we współpracy z ZPAV, policją i prokuraturą we Wrocławiu zorganizowała głośną konferencję prasową z okazji aresztowania właścicieli serwisu odSiebie.com m.in. pod zarzutem paserstwa. W 2013 roku właściciele zostali uniewinnieni i oczyszczeni ze wszystkich zarzutów, zaś sąd wskazał niekompetencję organów ścigania oraz oskarżycieli posiłkowych w tej sprawie.
29 lipca 2014 r. fundacja została wykreślona z Krajowego Rejestru Sądowego.